# Hessen Mobil – Straßen- und Verkehrsmanagement
Hessen Mobil – Straßen- und Verkehrsmanagement ist eine obere Verwaltungsbehörde des Landes Hessen und betreut die Bundes-, Landes- und meisten Kreisstraßen in Hessen. Es untersteht dem Hessischen Ministerium für Wirtschaft, Energie, Verkehr und Wohnen.

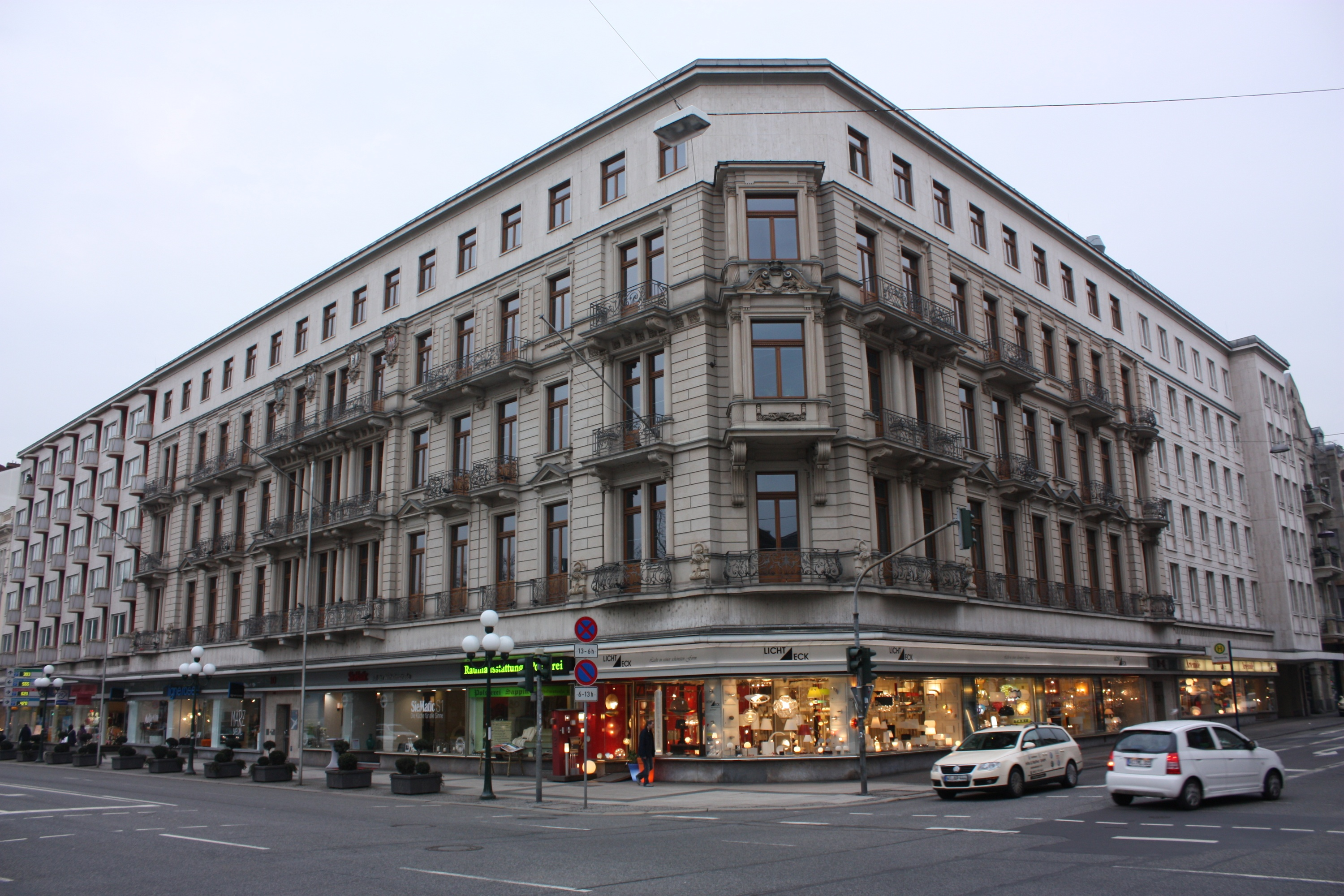
Die ehem. Zentrale von Hessen Mobil in der Wilhelmstraße in Wiesbaden

Zu den Aufgaben gehören die Planung und der Bau neuer Straßen und Ingenieurbauwerke, die Unterhaltung des bestehenden Straßennetzes sowie die Beeinflussung des Verkehrs. Hessen Mobil ist auch für die ÖPNV-Förderung des Landes Hessen und die Förderung des kommunalen Straßenbaus nach dem Gemeindeverkehrsfinanzierungsgesetz zuständig.

## Aufgaben
Das von Hessen Mobil betreute Straßennetz umfasst ca. 15.200 km, davon:
- 3.000 km Bundesstraße
- 7.200 km Landesstraße
- 5.000 km Kreisstraße

Die Infrastruktur umfasst außerdem:
- 4.989 Brücken
- 2.982 Stützwände
- 2.431 Lichtsignal- und Fußgängerschutzanlagen
- 211 Lärmschutzwände
- 9 Tunnel (insgesamt ca. 4.140 m)

Bis zum 31. Dezember 2020 war Hessen Mobil auch für die in Hessen gelegenen Bundesautobahnen zuständig. Im Zuge der Reform der Bundesfernstraßenverwaltung wurden die Zuständigkeiten zum 1. Januar 2021 zentralisiert und werden seitdem durch das Fernstraßen-Bundesamt und die Autobahn GmbH des Bundes wahrgenommen.

## Behördenstruktur
Die Zentrale von Hessen Mobil befindet sich in Wiesbaden. Darüber hinaus unterhält die Behörde 14 regionale Standorte in Bad Arolsen, Darmstadt, Dillenburg, Eschwege, Frankfurt, Fulda, Gelnhausen, Heppenheim, Kassel, Limburg, Marburg, Schotten, Wetzlar und Wiesbaden sowie insgesamt 46 Straßenmeistereien und drei Bau- und Bodenprüfstellen in Darmstadt, Kassel und Wetzlar. 
In der Tunnelleitzentrale in Eschwege werden gemeinsam mit dem Werra-Meißner-Kreis und der Autobahn GmbH des Bundes permanent alle 15 Straßentunnel zentral überwacht und gesteuert. In Rotenburg an der Fulda befindet sich außerdem eine Aus- und Fortbildungsstätte.

## Straßenmeistereien

### Nordhessen
- Landkreis Kassel: Oberweser, Espenau, Wolfhagen
- Waldeck-Frankenberg: Bad Arolsen, Bad Wildungen, Frankenberg, Korbach
- Schwalm-Eder-Kreis: Gudensberg, Borken, Melsungen, Schwalmstadt

### Osthessen
- Werra-Meißner Kreis: Meißner, Ringgau, Witzenhausen
- Hersfeld-Rotenburg: Bad Hersfeld, Rotenburg
- Landkreis Fulda: Gersfeld, Hünfeld, Neuhof

### Westhessen
- Marburg-Biedenkopf: Kirchhain, Marburg, Steffenberg
- Lahn-Dill-Kreis: Dillenburg, Solms
- Landkreis Gießen: Alten-Buseck, Grünberg
- Limburg-Weilburg: Oberweyer

### Mittelhessen
- Main-Kinzig-Kreis: Bruchköbel, Wächtersbach, Sterbfritz
- Vogelsbergkreis: Homberg/Ohm, Lauterbach, Grebenhain
- Wetteraukreis: Friedberg, Nidda

### Rhein-Main
- Hochtaunus-Kreis: Usingen
- Rheingau-Taunus-Kreis: Geisenheim, Idstein, Kemel
- Main-Taunus-Kreis: Hofheim
- Offenbach: Offenbach

### Südhessen
- Groß-Gerau: Groß-Gerau
- Darmstadt-Dieburg: Groß-Umstadt
- Bergstraße: Bensheim
- Odenwaldkreis: Bad König, Beerfelden

## Geschichte
Am 1. März 1954 wurde das Hessische Landesamt für Straßenbau gegründet. Ziel war, die Arbeit der einzelnen Straßenbauämter zu koordinieren und einheitliche Standards im Straßenbau zu setzen. In dem ersten veröffentlichten Dienststellenverzeichnis des Landes Hessen nach dem Stand vom 1. April 1975 war die Straßenbauverwaltung wie folgt organisiert: dem Landesamt unterstanden 14 Straßenbauämter einschließlich 76 Straßenmeistereien, ferner das Autobahnamt Frankfurt einschließlich drei Außenstellen in Alsfeld, Griesheim und Limburg und 15 Autobahnmeistereien, und schließlich gab es noch die fünf Straßenneubauämter Hessen-Süd in Darmstadt, Hessen-Mitte in Gießen, Hessen-Nord in Kassel, Rhein-Main in Wiesbaden und Untermain in Frankfurt am Main mit vier Außenstellen. Zur Straßenneubauverwaltung zählten auch drei Baustoff- und Bodenprüfstellen in Griesheim, Wetzlar und Kassel.
Am 1. Januar 1995 erfolgte die Umbenennung des Hessischen Landesamts für Straßenbau (HLS) in Hessisches Landesamt für Straßen- und Verkehrswesen (HLSV) sowie die Umbenennung der Hessischen Straßenbauämter (SBÄ) in Ämter für Straßen- und Verkehrswesen (ÄSV).
Mit der gleichzeitigen Auflösung des Autobahnamts (Frankfurt/M.) erfolgte eine Aufteilung der Autobahnmeistereien auf die Ämter für Straßen- und Verkehrswesen Frankfurt/M. (Darmstadt, Diedenbergen, Ehringshausen, Frankfurt am Main, Idstein, Langenselbold, Lorsch, Offenbach am Main, Reiskirchen, Rüsselsheim) und Kassel (Alsfeld, Bad Hersfeld, Fulda, Kassel, Kirchheim, Niederelsungen). 1996/97 erfolgte die Strukturreform der Meistereien, in deren Zuge im Wesentlichen die heutigen Meistereizuschnitte entstanden.
Die Änderung des Hessischen Straßengesetzes 1997 ermöglichte den Landkreisen, die Kreisstraßen nicht mehr durch das ASV, sondern durch andere Anbieter oder in Eigenregie betreuen zu lassen. Erstmals einer Konkurrenzsituation ausgesetzt, wurde die Verwaltung des HLSV deutlich gestrafft. Nach dem Abbau von 1.450 Mitarbeitern 1990 bis 2004 verblieben noch 3.600 Vollzeitstellen.
Am 1. Januar 2012 wurde die Hessische Straßen- und Verkehrsverwaltung HSVV in eine Spartenorganisation umgewandelt. Damit änderte sich auch der Name in Hessen Mobil – Straßen- und Verkehrsmanagement, kurz Hessen Mobil.
Im Rahmen der neuen Organisation wurde innerhalb von zwei Jahren unter anderem der ehemals größte Standort Frankfurt aufgelöst.

## Kontroversen
In der Presse wurden Baumpflege- und Verkehrssicherungs-Maßnahmen von Hessen Mobil wiederholt aufgrund von wenig selektiven Kahlschlägen diskutiert, eine Praxis, die auch von Umweltschutzverbänden wie dem Nabu kritisch gesehen und von Bürgern häufig mit Bestürzung wahrgenommen wird. Hessen Mobil verweist in solchen Fällen immer wieder auf angebliche Vorschädigung der betroffenen Bäume oder vorbeugende Sicherheitsmaßnahmen.

## Leiter
- Heiko Durth, seit 2021
- Gerd Riegelhuth, 2019–2021
- Burkhard Vieth (2009–2019)[17]
- Wolfgang Scherz (2007–2009)[18]
- Burkhard Vieth (kommissarisch 2006–2007)[18]
- Jürg M. Sparmann (1991–2006)[18]
- Eberhard Knoll (1974–1991)[18]
- Diethard Franke (1971–1974)[18]
- Willi Henne (1958–1971)[18]
- Fritz Kind (1954–1957)[18]